# تریسکل
تریسکِل (به اسپانیایی: Trisquel) یک سیستم‌عامل رایانه‌ای شبه یونیکس می‌باشد و همچنین یکی از توزیع‌های گنو/لینوکس مبتنی بر دبیان و اوبونتو که از هستهٔ لینوکس صد در صد آزاد که لینوکس-لیبره نامیده می‌شود استفاده می‌کند و هیچ‌گونه بستهٔ نرم‌افزاری یا سفت‌افزار غیرآزاد در آن وجود ندارد. هدف از تولید این سیستم‌عامل ایجاد سیستم‌عاملی صد در صد آزاد می‌باشد که در عین ارایهٔ آزادی کامل به کاربر، کامل و استفاده از آن آسان باشد. تریسکل یکی از معدود توزیع‌هایی است که توسط بنیاد نرم‌افزار آزاد به عنوان توزیعی معرفی شده که تماماً از نرم‌افزارهای آزاد تشکیل شده‌است. منابع مالی توزیع تریسکل، کمک‌های مردمی است. لوگوی تریسکل یک تریسکلیون است که از نمادهای سلت‌هاست.

## بررسی اجمالی
در حال حاضر چهار نسخهٔ پایه از تریسکل موجود است.

### تریسکل
نسخهٔ استاندارد توزیع تریسکل که شامل محیط رومیزی ماته، رابط کاربر گرافیکی و زبان‌های فارسی و انگلیسی و ۴۸ زبان دیگر است و در قالب دیسک ایمیج ۲٬۵گیگابایتی موجود می‌باشد. در صورت اتصال به اینترنت هنگام نصب توزیع، می‌توان ترجمه‌های دیگر را هم دانلود و استفاده کرد.

### تریسکل مینی
تریسکل مینی جایگزینی برای تریسکل اصلی است که برای اجرا روی نت‌بوک‌ها و سخت‌افزارهای ضعیف و قدیمی طراحی شده‌است. این نسخه، از محیط رومیزی LXDE، جی‌تی‌کی سبک و سامانهٔ پنجرهٔ اکس به‌جای برنامه‌های گنوم و کیوت-کی‌دی‌ای استفاده می‌کند.

### تریسکل شوگر
شکر (شوگر) یک محیط رومیزی آزاد و متن‌باز است که با هدف استفادهٔ تعاملی کودکان ساخته شده‌است. شکر در این نسخه، جایگزین محیط رومیزی ماته شده‌است.

### تریسکل Netinstall
این یک نسخهٔ بسیار کم‌حجم شامل حداقل نرم‌افزارها برای نصب متنی و وابسته به اینترنت است که بسته‌های لازم را از اینترنت دریافت می‌کند.

## تاریخچه
این پروژه در سال ۲۰۰۴ میلادی و با حمایت دانشگاه ویگو در اسپانیا آغاز شد و به صورت رسمی در آوریل سال ۲۰۰۵ با حضور ریچارد استالمن رئیس بنیاد نرم‌افزار آزاد به همگان معرفی شد.
در ۱۱ دسامبر سال ۲۰۰۸ تریسکل به لیست توزیع‌های ۱۰۰ درصد آزادی که توسط بنیاد نرم‌افزار آزاد انتشار می‌یابد، اضافه گردید.

## استفاده‌ها
در حال حاضر تمامی سرورهای پروژهٔ گنو از تریسکل استفاده می‌کنند. و همچنین ریچارد استالمن از این توزیع بر روی رایانه شخصی خود استفاده می‌کند.

## انتشارها
| نسخه       | اسم رمز   | تاریخ انتشار    | پشتیبانی تا     | پشتیبانی تا     | بر پایهٔ                       | محیط رومیزی                   | هسته                          |
| نسخه       | اسم رمز   | تاریخ انتشار    | دسکتاپ          | سرور            | بر پایهٔ                       | محیط رومیزی                   | هسته                          |
| ---------- | --------- | --------------- | --------------- | --------------- | ----------------------------- | ----------------------------- | ----------------------------- |
| ۱٫۰        | Arianrhod | ۳۰ ژانویه ۲۰۰۷  | نامشخص          | نامشخص          | دبیان ۴٫۰                     | گنوم ۲٫۱۴                     | لینوکس ۲٫۶٫۱۸٫۶               |
| ۲٫۰ اِل‌تی‌اِس | Robur     | ۲۴ ژوئیه ۲۰۰۸   | ۲ مارس ۲۰۱۴     | ۲ مارس ۲۰۱۴     | اوبونتو ۸٫۰۴                  | گنوم ۲٫۲۲                     | لینوکس ۲٫۶٫۲۴                 |
| ۳٫۰        | Dwyn      | ۸ سپتامبر ۲۰۰۹  | ۱۱ مه ۲۰۱۱      | ۱۱ مه ۲۰۱۱      | اوبونتو ۹٫۰۴                  | گنوم ۲٫۲۶                     | لینوکس-لیبره ۲٫۶٫۲۸           |
| ۳٫۵        | Awen      | ۲۲ مارس ۲۰۱۰    | ۱۴ ژوئیه ۲۰۱۱   | ۱۴ ژوئیه ۲۰۱۱   | اوبونتو ۹٫۱۰                  | گنوم ۲٫۲۸                     | لینوکس-لیبره ۲٫۶٫۳۱           |
| ۴٫۰ اِل‌تی‌اِس | Taranis   | ۱۸ سپتامبر ۲۰۱۰ | ۲۰۱۵            | ۲۰۱۵            | اوبونتو ۱۰٫۰۴                 | گنوم ۲٫۳۰                     | لینوکس-لیبره ۲٫۶٫۳۲           |
| ۴٫۵        | Slaine    | ۲۴ مارس ۲۰۱۱    | ۱۵ سپتامبر ۲۰۱۲ | ۱۵ سپتامبر ۲۰۱۲ | اوبونتو ۱۰٫۱۰                 | گنوم ۲٫۳۲                     | لینوکس-لیبره ۲٫۶٫۳۵           |
| ۵٫۰        | Dagda     | ۱۷ سپتامبر ۲۰۱۱ | ۲ مارس ۲۰۱۴     | ۲ مارس ۲۰۱۴     | اوبونتو ۱۱٫۰۴                 | گنوم ۲٫۳۲                     | لینوکس-لیبره ۲٫۶٫۳۸           |
| ۵٫۵        | Brigantia | ۱۶ آوریل ۲۰۱۲   | ۲ مارس ۲۰۱۴     | ۲ مارس ۲۰۱۴     | اوبونتو ۱۱٫۱۰                 | گنوم ۳٫۲                      | لینوکس-لیبره ۳٫۰              |
| ۶٫۰ اِل‌تی‌اِس | Toutatis  | ۹ مارس ۲۰۱۳     | ۲۰۱۷            | ۲۰۱۷            | اوبونتو ۱۲٫۰۴                 | گنوم ۳٫۴                      | لینوکس-لیبره ۳٫۲              |
| ۷٫۰ اِل‌تی‌اِس | Belenos   | ۳ نوامبر ۲۰۱۴   | ۲۰۱۹            | ۲۰۱۹            | اوبونتو ۱۴٫۰۴                 | گنوم ۳٫۱۲                     | لینوکس-لیبره ۳٫۱۳             |
| ۸٫۰ اِل‌تی‌اِس | Flidas    | ۱۸ آوریل ۲۰۱۸   | آوریل ۲۰۲۱      | آوریل ۲۰۲۱      | اوبونتو ۱۶٫۰۴                 | ماته ۱٫۱                      | لینوکس-لیبره ۴٫۴              |
| ۹٫۰ اِل‌تی‌اِس | Etiona    | نامشخص          | نامشخص          | نامشخص          | نامشخص                        | نامشخص                        | نامشخص                        |
| رنگ        | رنگ       | رنگ             | رنگ             | رنگ             | معنی                          | معنی                          | معنی                          |
| قرمز       | قرمز      | قرمز            | قرمز            | قرمز            | دیگر پشتیبانی نمی‌شود          | دیگر پشتیبانی نمی‌شود          | دیگر پشتیبانی نمی‌شود          |
| زرد        | زرد       | زرد             | زرد             | زرد             | قدیمی اما هنوز پشتیبانی می‌شود | قدیمی اما هنوز پشتیبانی می‌شود | قدیمی اما هنوز پشتیبانی می‌شود |
| سبز        | سبز       | سبز             | سبز             | سبز             | هنوز دارای پشتیبانی است       | هنوز دارای پشتیبانی است       | هنوز دارای پشتیبانی است       |
| آبی        | آبی       | آبی             | آبی             | آبی             | انتشارهای آینده               | انتشارهای آینده               | انتشارهای آینده               |

از نسخهٔ ۶ و به بعد، تریسکل تنها بر پایهٔ نسخه‌های با پشتیبانی طولانی مدت (LTS) اوبونتو ارائه می‌گردد ولی در گذشته این توزیع بر پایهٔ تمامی نسخه‌های اوبونتو منتشر می‌گردید که به دلیل کمبود نیروی انسانی مجبور به تغییر رویه شد.

## نظرات
ریچارد استالمن در ژانویهٔ ۲۰۱۵ اعلام کرد که از تریسکل بر روی تینک‌پد اکس۶۰ خود استفاده می‌کند.

## سخت‌افزار
معماری‌های آی‌ای-۳۲ و X86 که جزو چیپست‌های سازگار با نرم‌افزار آزاد هستند نیز از نسخهٔ ۵٫۵ توسط تریسکل پشتیبانی می‌شوند.

## نرم‌افزارها
- هسته: لینوکس-لیبره به عنوان هسته استفاده می‌گردد.
- مرورگر وب: در حال حاضر به صورت پیش‌فرض از Abrowser که مرورگری بر پایهٔ موزیلا فایرفاکس است استفاده می‌گردد. در نسخهٔ بعدی این سیستم‌عامل، مرورگر گنو آیس‌کت جایگزین شده و Abrowser بازنشسته می‌شود.[۲۱]
- فلش: به دلیل غیرآزاد بودن ادوبی فلش پلیر، تریسکل آن را ارائه نمی‌کند و برای دیدن فایل‌های اس دابلیو اف می‌بایست از جی‌نش استفاده نمود.
- رایانامه‌خوان: اوولوشن به عنوان رایانامه‌خوان پیش‌فرض استفاده می‌گردد. همچنین می‌توان icedove را که برپایهٔ موزیلا تاندربرد است، از طریق مخازن نصب نمود.